# Spanioplanus
Spanioplanus Millidge, 1991 è un genere di ragni appartenente alla famiglia Linyphiidae.

## Distribuzione
L'unica specie oggi nota di questo genere è stata reperita in Venezuela e Perù.

## Tassonomia
A giugno 2012, si compone di una specie:
- Spanioplanus mitis Millidge, 1991[3] — Venezuela, Perù